# Bombardier CRJ700
Pour un article plus général, voir Bombardier Canadair Regional Jet.
Dimensions
Le Bombardier CRJ700 est un avion de transport régional à réaction biréacteur produit par l'entreprise canadienne Bombardier Aéronautique et basé sur le CRJ200.
En juin 2015, 829 exemplaires sont en service.

## Description
Le travail de conception sur le CRJ700 a commencé en 1995 et le programme a été officiellement lancé en janvier 1997. C'est un dérivé de 70 places étiré du CRJ200 (le nombre de sièges varie de 66 à 78). Il présente une nouvelle aile avec des becs de bord et un fuselage allongé et légèrement élargi, ainsi qu'un plancher surbaissé. Il a fait son vol inaugural en mai 1999 et a été livré à son premier client, Brit Air/Air France, en janvier 2001. Il existe une version ER, pour Extended Range, avec un rayon d'action plus grand.
L'avion était initialement équipé de deux moteurs General Electric CF34-8C1. Ils sont désormais équipés avec le modèle CF34-8C5, qui est essentiellement une amélioration du précédent. La plupart des compagnies aériennes ont remplacé les anciens moteurs avec le modèle plus récent. La vitesse maximale est de Mach 0,825 (876 km/h) à une altitude maximale de 12 497 m.